# Antoine-Simon Le Page du Pratz

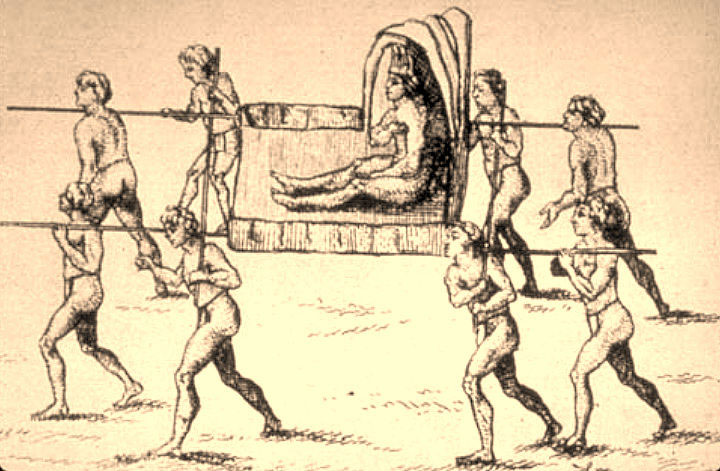
Chef Natchez, gravure extraite de l'Histoire de la Louisiane de Le Page du Pratz (1758)

Antoine-Simon Le Page du Pratz (v.1695-1775) est un explorateur, ethnologue et naturaliste français.

## Biographie
Né aux Pays-Bas ou en France, il sert parmi les dragons de Louis XIV et participe en Allemagne à la Guerre de succession d'Espagne (1713).
Il quitte La Rochelle le 25 mai 1718 avec 800 hommes à bord de trois navires pour explorer la Louisiane qu'il atteint le 25 août. Il va y demeurer seize ans dont huit avec les Indiens Natchez dont il apprend la langue, étudie la culture et épouse une Chitimacha.
Directeur de concession de la Compagnie du Mississippi, ses fonctions prennent fin en 1728 lors de la révolte des Natchez. De retour en France en 1734, il publie en revue son Mémoire sur la Louisiane (1751-1753), édité en trois volumes en 1758.